# André Benedetto
Pour les articles homonymes, voir Benedetto.
Œuvres principales
- Napalm
- La petit train de Monsieur Kamodé
- San Jorgi Roc
- Urgent crier
- La Madone des ordures

Compléments
- Philippe Caubère a créé lors du festival d'Avignon 2011 : Urgent crier ! Caubère joue Benedetto

André Benedetto, né le 14 juillet 1934 à Marseille et mort le 13 juillet 2009 à Nîmes,, est un auteur, directeur de théâtre et poète français. Directeur du théâtre des Carmes à Avignon depuis 1963, il est considéré comme le fondateur du « Off » du Festival d'Avignon en 1966.

## Biographie
Né à Marseille et élevé à Salon-de-Provence, André Benedetto entame une carrière d'instituteur et s'installe à Avignon à la fin des années 1950.
Initié au théâtre par Gabriel Monnet lors de stages d'été, il crée en 1961 avec Bertrand Hurault et Jacqueline Benedetto son épouse, tous deux anciens du groupe universitaire théâtral d'Aix-en-Provence, la Nouvelle compagnie d'Avignon. Après avoir monté une adaptation d'Edgar Allan Poe, la compagnie crée une pièce née de sa plume, 'Le pilote d'Hiroshima'.

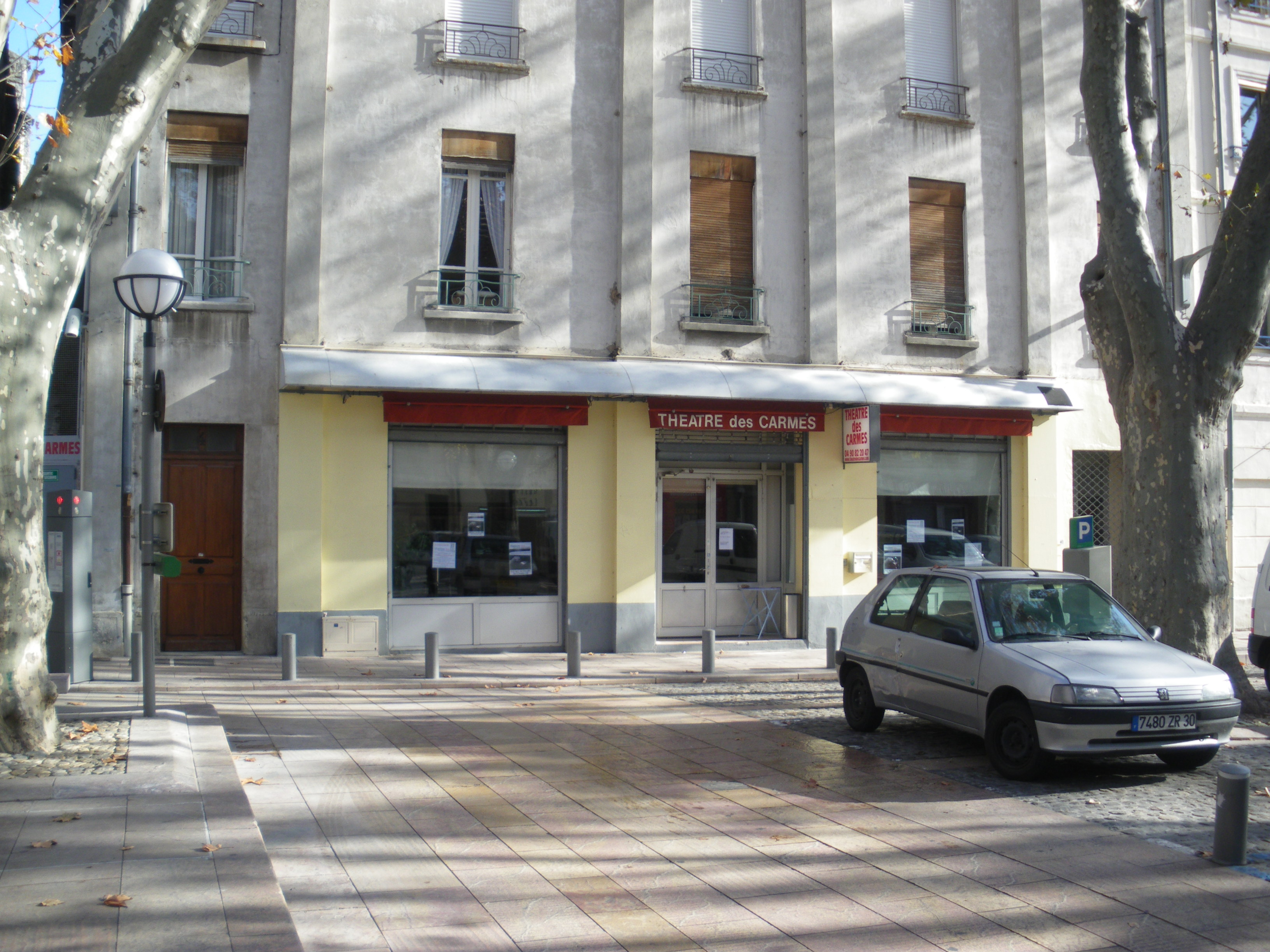
Théâtre des Carmes, fondé par André Benedetto

En 1963, la troupe s'installe dans une ancienne salle paroissiale avignonnaise qui devient le Théâtre des Carmes, monte des auteurs classiques et contemporains et joue dans le cadre du festival d'Avignon pour la première fois en 1964. Puis, en opposition avec l'organisation culturelle proposée, la compagnie publie un manifeste en avril 1966 prônant « les classiques au poteau » et « la culture à l'égout ». S'engageant dès lors dans un théâtre politique et mettant en scène de textes écrits par André Benedetto, la troupe présente en juillet, en marge du programme officiel du festival d'Avignon, Statues. L'année suivante, la compagnie qui présente Napalm, première pièce française sur la guerre du Viêt Nam, est rejointe par d'autres. Le « off » est né, et André Benedetto en est considéré comme le créateur de fait. Suivront la mise en scène de Zone rouge en 1968, Le Petit train de Monsieur Kamodé en 1969, Emballage en 1970, textes tous parus aux éditions Pierre Jean Oswald. Chaque année, il présente dans son théâtre ses propres créations et les mises en scènes d'auteurs contemporains, dans un esprit militant. Le peintre Ernest Pignon-Ernest (de NICE) est associé à ses premiers spectacles.
Proche de Félix Castan, Bernard Lubat et Bernard Manciet, son expérience d'homme de théâtre à Avignon l'amène à analyser la décentralisation culturelle et rejoindre les thèses anticentralistes de la Ligne Imaginot. Avec le poète Serge Pey, il organise à Toulouse les premières nuits de la poésie, participe aux "marches de la poésie", ainsi qu'au premier "livre immédiat" du monde à Tepoztlan (Mexique).
Bilingue, il écrit et joue en 1999 la pièce San Jorgi Roc, entièrement en occitan. Également poète, il publie Urgent crier en 1966 et Les Poubelles du vent en 1971 aux éditions Pierre Jean Oswald.
C'est sur son invitation que pour le off de 2005, Franck Lepage expérimente ce qui deviendra les conférences gesticulées : une nouvelle forme au croisement du théâtral et du politique.
Après la scission du festival « off » en 2007, il prend la présidence de l'association unitaire et paritaire du festival off : Avignon festival et compagnies (AF&C), qu'il gardera jusqu'à sa mort.
Deux semaines après sa première femme, la comédienne Jacqueline Benedetto, il meurt dans la nuit du 12 au 13 juillet 2009 à la suite d'un accident vasculaire, durant la nouvelle édition du festival « off » d'Avignon, pour laquelle il avait écrit, mettait en scène et interprétait La sorcière, son sanglier et l'inquisiteur lubrique.
C'est lui qui, en 1966, fera débuter Daniel Auteuil sur scène dans une pièce de Tchekhov (La demande en mariage), l'acteur n'a alors que 16 ans.
Lors du Festival Off d'Avignon 2011, deux grands comédiens ont joué des textes d'André Benedetto au théâtre des Carmes-André Benedetto : 
- Philippe Caubère a créé : Urgent crier ! Caubère joue Benedetto.
- Jean-Claude Drouot a mis en scène et interprété : Lear et son fou.

André Benedetto est le père de Sébastien Benedetto, qui reprend la direction du Théâtre des Carmes avec Andriève Chamoux en 2010, puis seul à partir de 2014, et qui est à son tour élu à 41 ans (et un jour...) président de l’association Avignon Festival & Compagnie le 11 janvier 2021.

## Mises en scène
André Benedetto a mis en scène la plupart de ses pièces de théâtre.

## Œuvres
- Statues, 1966
- Napalm, essence solidifiée à l'aide de palmitate de sodium (pièce en 33 tableaux), 1968
- Le Petit train de Monsieur Kamodé, grand jeu politique sur le kapitalisme monopoliste d'État, 1969
- Zone rouge, feux interdits (pièce en 5 parties), 1969
- Emballage… Alexandre Zacharie, l'homme qui ne possède rien que lui-même se vend, 1970
- Rosa Lux (théâtre), 1970
- Auguste et Peter, clowns, 1968
- Lola Pélican dite Rosalie-Charité, la femme aux mille seins, 1968
- La Chine entre à l'O.N.U. (théâtre), 1971
- Commune de Paris (théâtre), 1971
- Chant funèbre pour un soldat américain (théâtre), 1972
- La Madone des ordures (pièce en 5 actes), 1973
- Aîe ! les lunes de Fos : chronique d'un enlisement (théâtre), 1975
- Alexandra K. (théâtre), 1975
- Esclarmonda (théâtre), 1975
- Geronimo (théâtre), 1975
- Monsieur Pantaloni, 1975
- Pourquoi et comment on a fait un assassin de Gaston D. , 1975
- Les drapiers ; Le siège de Montauban ; Mandrin, 1976
- Théâtre, P.J. Oswald, 1976
- Parcours Vénitien ou le choix historique de Germaine Maillon, 1977
- Saint-Féniant et Dame Paresse, 1978
- Carnaval-express ou le Second procès de Caramentrant, (1980)
- Le Monologue de Sonia, 1981
- Radio solo, 1982
- Aux ormes, 1984
- Jaurès la voix, 1984
- Salut beau mec, 1984
- Nefertiti (radio), 1985
- Marie No Man's land, 1987
- Molière au cœur : spectacle pour rénovation, 1988
- Le Monde est là, Mandela, 1989
- Le très vieux roi et son vieux fou, 1989
- Squatt connection, 1991
- Terres brûlées ou Mirèio land, 1994
- La tentatrice, 1996
- Un soir dans une auberge avec Giordano Bruno, 2000
- Les arpenteurs de la cité, Brémond, 2000
- Haute-Mer, 2000
- Scènes de la vie culturelle, 2000
- Le cabaret Omar Khayyam, 2001
- Houle de fond, 2001
- La nuit où Horemheb traquait Nefertiti à travers les déserts, 2001
- L'orsalhèr e son ors borre, 2001
- Deux ponts trois arbres et quatre hommes du Sud, Brémond, 2002
- Essaie d'être aussi beau et présent sur scène qu'une vache dans un pré : petits textes de diverses époques sur la pratique du théâtre, 2002
- Fin de journée, 2002
- Je sens soudain que quelque chose d'autre que ce que j'ai prévu va se passer, 2002
- Le jeune homme exposé : Gènes 2001 (théâtre), Brémond, 2002
- Rencontre sur une île en Méditerranée, 2002
- Le travesti's night club, 2002
- Facho papa !, 2003
- L'homme aux petites pierres encerclé par les gros canons, 2003
- Moi engagé ? mais oui ! ah bon…, 2003
- Scène devant un mas avec des équipements de protection, 2003
- Un impossible amour possible, 2004
- Surexposées : théâtres successifs du harcèlement sexuel, 2004
- Voix de la rue : monologues, 2004
- Adèle et Antony (drame romantique), 2005
- Croisière ou le grand théâtre du monde contemporain, 2005
- Ô clandestins la bienvenue chez vos ancêtres les Gaulois !, 2006
- Mortes eaux Les Salins 1893 : évocation d'un massacre, 2007
- Médée, 2008
- La sorcière, son sanglier et l'inquisiteur lubrique, 2009
- Lettres anonymes d'aujourd'hui 2009

### Poésie
- Urgent crier (poèmes), Robert Morel, 1966 ; réédité avec Les Poubelles du vent aux Éditions Le Temps des cerises en 2010
- Les Poubelles du vent, Oswald, 1971 ; réédité avec Urgent crier aux Éditions Le Temps des cerises en 2010
- Ça brûle fort, tu vois, entre l'homme et son ombre (poèmes), Parole, 1983
- Avignon, suite (poèmes), Brémond, 1993 ; réédité augmenté, 2011

## Sources
- Catalogue OpalePlus, BNF
- Les Archives du spectacle
- Répertoire des auteurs de théâtre, La Chartreuse de Villeneuve-lès-Avignon
- Pierre Jean Oswald éditeur de théâtre (1967-1977)

## Pour approfondir

#### Ouvrages
- Auteurs en scène : André Benedetto, un homme-théâtre, Montpellier, Éditions Théâtre des treize vents / Les Presses du Languedoc, décembre 1998-janvier 1999.
- André Benedetto, « Moi engagé ?  - Mais oui ! - Ah bon… » in Christian Biet, Olivier Neveux (dir.), Une histoire du spectacle militant : théâtre et cinéma militants 1966-1981, Vic la Gardiole, L'Entretemps (« Théâtre et cinéma »), 2007, p. 190-200.
- Dossier "André Benedetto" dans  Europe, numéros 988-989, août-septembre 2011. Textes de : André Benedetto, Brigitte Canaan, Philippe Caubère, Olivier Neveux, Serge Pey, Jean-Pierre Sarrazac, Samaël Steiner.
- "André Benedetto, la chute des murs. Archives, théâtre, engagements", Revue d'Histoire du Théâtre, numéro 2,  2022. Avec les contributions de :  Lenka Bokova, Kevin Bernard, Joël Huthwohl, Émeline Jouve, Olivier Neveux.

#### Ouvrages avec notices, chapitres, analyses ou articles sur l'œuvre
- Claude Alranq, Théâtre d'Oc contemporain. Les arts du jouer du midi de la France, Pézenas, Éditions Domens, 1995.
- Olivier Neveux, Théâtres en lutte. Le théâtre militant en France de 1960 à nos jours, Paris, La Découverte, 2007.
- Gilles Sandier, Théâtre en crise. (Des années 1970 à 82), Grenoble, Éditions La pensée sauvage, 1982.
- Jean-Pierre Sarrazac, L'Avenir du drame, Belfort, Circé/poche, 1999.

#### Travaux universitaires
- Frédéric Eldin, Avignon 68, à la croisée des contestations, ou Le mouvement de mai-juin 1968 dans l'agglomération d'Avignon et son prolongement durant le XXIIe Festival, Mémoire de maîtrise d'Histoire contemporaine sous la direction de Robert Mencherini, année universitaire 1996-1997, Université d'Avignon et des Pays de Vaucluse.

#### Articles dans revues
- Françoise Kourilsky, « Entretien avec André Benedetto et les comédiens de la nouvelle compagnie d’Avignon », Travail théâtral, octobre-décembre 1971, no 5
- Olivier Neveux, « Un théâtre dans la lutte des classes. Le théâtre de “Peuple” d’André Benedetto », in B. Faivre (textes réunis par), Études théâtrales : “Théâtre populaire. Actualité d’une utopie”, 40/2007, Louvain-la-Neuve (Belgique), 2008.
- Olivier Neveux, « Alors, le lendemain, j'ai ouvert Le Capital »… Un théâtre de la théorie : Emballage d'André Benedetto, in Jean-Marc Lachaud, Olivier Neveux (textes réunis par), Changer l'art. Transformer la société, Paris, L'Harmattan (coll. "Ouverture philosophique"), 2009.
- Olivier Neveux, « "entre aa et bb il y a qui". Dialectique de l’ordre et du désordre dans le théâtre d’André Benedetto" », Incertains regards. Cahiers dramaturgiques : « Figures du désordre sur la scène contemporaine », no 2, Presses Universitaires de Provence, 2012.
- Jean-Pierre Sarrazac, « L’Écriture au présent. Entretien avec A. Benedetto », Travail théâtral, janvier-juin 1975, no 18-19
- Jean-Pierre Sarrazac, « La Fable et l’aujourd’hui. Notes pour un théâtre épique renouvelé », Travail théâtral, octobre-décembre 1975, no 21.